# Arundinelleae
Tribu
Les Arundinelleae sont une tribu de plantes monocotylédones de la famille des Poaceae, sous-famille des Panicoideae.
Cette tribu comprend deux genres : Arundinella et Garnotia, regroupant environ 90 espèces distribuées principalement dans les régions tropicales et subtropicales. 
Toutes les espèces de cette tribu présentent une photosynthèse en C4, ce qui les rend compétitives dans des conditions de chaleur et de fort éclairement
La tribu des Arundinelleae est classée dans la super-tribu des Andropogonodae avec son groupe frère des Andropogoneae.

## Histoire taxonomique desArundinelleae
La tribu des Arundinelleae a été créée par le botaniste autrichien,Otto Stapf, et publiée en 1898 dans la Flora Capensis de Sir William Turner Thiselton-Dyer, en y incluant trois genres : Arundinella, Tristachya Nees et Trichopteryx Nees.
Par la suite cette tribu a été reconnue par divers botanistes notables, mais avec des variations considérables dans sa circonscription générique.
En 1966, le botaniste canadien, James Bird Phipps, propose une nouvelle classification générique de la tribu, dans laquelle il reconnaît 22 genres (parmi lesquels le genre Garnotia ne figurait pas). Il note cependant qu'il restait des doutes sur l'unité de cette tribu et sur sa circonscription générique.
En 1969, il fait appel à la taxinomie numérique pour tenter de résoudre la confusion de cette classification générique, et propose de former trois groupes principaux : un groupe Arundinella, un groupe Loudetioïde et un groupe Tristachyoïde.
En 1986, Clayton et Renvoize, dans Genera Graminum: Grasses of the world, admettent, sur la base de caractères morphologiques et anatomiques, 12 genres dans la tribu, à savoir : Arundinella, Chandrasekharania Nair, Danthoniopsis, Dilophotriche (CE Hubb.) Jac.-Fél., Garnotia, Gilgiochloa, Jansenella, Loudetia, Loudetiopsis, Trichopteryx, Tristachya et Zonotriche (CE Hubb.) Phipps.
Toutefois, ils reconnaissent au sein de la tribu, deux groupes évolutifs principaux, avec d'un côté Garnotia et Arundinella, et de l'autre Loudetia Hochst. ex Steud. / Loudetiopsis Conert avec le reste des genres, admettant que les relations entre les genres d'Arundinelleae restent à préciser.